# Mannen utanför lagen
Mannen utanför lagen (originaltitel The Outlaw Josey Wales) är en amerikansk westernfilm från 1976, regisserad av Clint Eastwood som också spelar titelrollen som Josey Wales. Andra medverkande är bland andra Chief Dan George, Sondra Locke, Sam Bottoms och Geraldine Keams. Manuset är baserat på boken The Rebel Outlaw: Josey Wales av Forrest Carter. Filmen hade Sverigepremiär den 4 april 1977.
1996 valdes filmen in i National Film Registry.

## Handling
Amerikanska inbördeskriget är slut. En farmare i södern, Josey Wales, söker hämnd sedan hans familj mördats.

## Rollista i urval
- Clint Eastwood – Josey Wales
- Chief Dan George – Lone Watie
- Sondra Locke – Laura Lee
- Bill McKinney – Terrill
- John Vernon – Fletcher
- Paula Trueman – Grandma Sarah
- Sam Bottoms – Jamie
- Geraldine Keams – Little Moonlight
- Woodrow Parfrey – Carpetbagger
- Joyce Jameson – Rose
- Sheb Wooley – Travis Cobb
- Royal Dano – Ten Spot
- Will Sampson – Ten Bears